# Ga Guro
Ga Guro (Tiếng Hàn: 구로역, Hanja: 九老驛) là ga tàu điện ngầm trên Tàu điện ngầm vùng thủ đô Seoul tuyến 1 ở Guro-dong, Guro-gu, Seoul, Hàn Quốc. 
Tuyến Gyeongin và Gyeongbu chia ra tại nhà ga này, với trước đó là đi hướng Tây và sau đó là đi hướng Nam. Ngoài ra, dịch vụ ga tàu tuyến 1 nằm ở phía Nam, giữa Ga Guro và Ga phức hợp kỹ thuật Gasan. Tuy nhiên, nó xuất hiện trong tương lai gần.

## Lịch sử
- 25 tháng 3 năm 1969: Khánh thành hộp tín hiệu[5]
- 1 tháng 6 năm 1973: Đóng cửa[6]
- 30 tháng 6 năm 1973: Hoàn thành việc xây dựng nhà ga
- 1 tháng 12 năm 1973: Trạm tín hiệu Namguro được thành lập
- 15 tháng 8 năm 1974: Được thăng cấp thành nhà ga thường xuyên với việc khai trương Tàu điện ngầm thủ đô Seoul tuyến 1
- 13 tháng 6 năm 1991: Khánh thành nhà ga mới
- 1 tháng 12 năm 2009: Nhà ga bán vé đường sắt bị dỡ bỏ
- Năm 2010: Lắp đặt cửa chắn sân ga cho sân ga 1 đến 4
- 7 tháng 7 năm 2017: Bắt đầu dịch vụ tốc hành đặc biệt cho đoạn Tuyến Gyeongin của Tàu điện ngầm thủ đô Seoul tuyến 1
- Năm 2018: Lắp đặt cửa chắn sân ga cho sân ga 5 đến 9

Sơ đồ đường ray giữa ga Guro và ga Guil

## Bố trí ga
| ↑ Sindorim                                   |
| １ ↑ ↑ ２３ ↓ ↓ ４５ ↑ ↑ ６７ ↕ ↓ ８９ ↓ ↑ ↓ |
| Guil · Phức hợp kỹ thuật số Gasan ↓          |

| 1 | ● Tuyến 1 | Hướng lên          | ← Hướng đi Yongsan · Đại học Kwangwoon [Tuyến Gyeongbu Địa phương · Tuyến Gyeongbu Tốc hành A] [Chuyến đầu tiên (Bắt đầu từ ga này)]                             |
| 2 | ● Tuyến 1 | Hướng lên          | ← Hướng đi Uijeongbu · Dongducheon · Soyosan / Yeoncheon [Tuyến Gyeongin, Gyeongwon Địa phương · Tuyến Gyeongwon Tốc hành] [Chuyến đầu tiên (Bắt đầu từ ga này)] |
| 3 | ● Tuyến 1 | Hướng xuống        | → Hướng đi Seodongtan · Cheonan · Sinchang → [Tuyến Gyeongbu Địa phương · Tuyến Gyeongbu Tốc hành A] [Chuyến đầu tiên (Bắt đầu từ ga này)]                       |
| 4 | ● Tuyến 1 | Hướng xuống        | → Hướng đi Bucheon · Bupyeong · Incheon → [Tuyến Gyeongin, Gyeongwon Địa phương · Tuyến Gyeongwon Tốc hành] [Chuyến đầu tiên (Bắt đầu từ ga này)]                |
| 5 | ● Tuyến 1 | Hướng lên          | ← Hướng đi Yeongdeungpo [Tàu đưa đón Gwangmyeong] |
| 6 | ● Tuyến 1 | Hướng lên          | ← Hướng đi Yongsan [Tuyến Gyeongin Tốc hành · Tuyến Gyeongin Tốc hành đặc biệt] [Một phần hướng lên (Bắt đầu từ ga này)]                                         |
| 7 | ● Tuyến 1 | Bắt đầu từ Ga Guro | → Hướng đi Incheon → ← Hướng đi Yongsan · Soyosan [Tuyến Gyeongin, Gyeongwon Địa phương · Tuyến Gyeongin Tốc hành (Bắt đầu từ ga này)]                           |
| 8 | ● Tuyến 1 | Hướng xuống        | → Hướng đi Bucheon · Bupyeong · Dongincheon → [Tuyến Gyeongin Tốc hành · Tuyến Gyeongin Tốc hành đặc biệt] [Tuyến Gyeongin Tốc hành (Bắt đầu từ ga này)]         |
| 9 | ● Tuyến 1 | Hướng xuống        | → Hướng đi Gwangmyeong · Seodongtan · Sinchang → [Tàu đưa đón Gwangmyeong] [Tuyến Gyeongbu Địa phương · Tuyến Gyeongbu Tốc hành A (Bắt đâu từ ga này)]           |

| Tuyến và hướng                                                   | Tuyến và hướng                                              | Cửa                                   |
| ---------------------------------------------------------------- | ----------------------------------------------------------- | ------------------------------------- |
| Tuyến 1 (Tuyến Gyeongbu, Tuyến Janghang Hướng Đại học Kwangwoon) | → Lối ra                                                    | 10-4                                  |
| Tuyến 1 (Tuyến Gyeongbu, Tuyến Janghang Hướng Đại học Kwangwoon) | → Tuyến 1 (Hướng Incheon)                                   | 3-4, 6-1, 10-4                        |
| Tuyến 1 (Tuyến Gyeongin, Tuyến Gyeongwon Hướng Yeoncheon)        | → Lối ra                                                    | 10-4                                  |
| Tuyến 1 (Tuyến Gyeongin, Tuyến Gyeongwon Hướng Yeoncheon)        | → Tuyến 1 (Hướng Sinchang)                                  | Tất cả các cửa trừ 4-1, 4-2, 5-3, 5-4 |
| Tuyến 1 (Tuyến Gyeongin, Tuyến Gyeongwon Hướng Yeoncheon)        | → Tuyến 1 (Hướng Cheonan Tốc hành, Tàu đưa đón Gwangmyeong) | 3-4, 6-1, 10-4                        |
| Tuyến 1 (Tuyến Gyeongbu, Tuyến Janghang Hướng Sinchang)          | → Lối ra                                                    | 1-1                                   |
| Tuyến 1 (Tuyến Gyeongbu, Tuyến Janghang Hướng Sinchang)          | → Tuyến 1 (Hướng Incheon)                                   | 1-1, 5-4, 8-1                         |
| Tuyến 1 (Tuyến Gyeongin, Tuyến Gyeongwon Hướng Incheon)          | → Lối ra                                                    | 1-1                                   |
| Tuyến 1 (Tuyến Gyeongin, Tuyến Gyeongwon Hướng Incheon)          | → Tuyến 1 (Hướng Sinchang)                                  | 1-1, 5-4, 8-1                         |
| Tuyến 1 (Tốc hành từ Gwangmyeong đến Yongsan)                    | → Lối ra                                                    | 10-4                                  |
| Tuyến 1 (Tốc hành từ Gwangmyeong đến Yongsan)                    | → Tuyến 1 (Hướng Incheon)                                   | Tất cả các cửa trừ 4-1, 4-2, 5-3, 5-4 |
| Tuyến 1 (Tốc hành từ Gwangmyeong đến Yongsan)                    | → Tuyến 1 (Hướng Dongincheon Tốc hành)                      | 3-4, 6-1, 10-4                        |
| Tuyến 1 (Tốc hành từ Dongincheon đến Yongsan)                    | → Lối ra                                                    | 10-4                                  |
| Tuyến 1 (Tốc hành từ Dongincheon đến Yongsan)                    | → Tuyến 1 (Hướng Sinchang)                                  | 3-4, 6-1, 10-4                        |
| Tuyến 1 (Hướng Dongincheon Tốc hành / KTX Gwangmyeong)           | → Lối ra                                                    | 1-1                                   |

Sơ đồ đường ray giữa ga Guro và ga Guil
|  |  |  |  |  |  |  |  |

|  |  |  |  |  |  |  |  |

|  |  |  |  |  |  |  |  |  |  |  |  |

|  |  |  |  |  |  |  |  |  |  |

|  |  |  |  |  |  |  |  |  |  |

|  |  |  |  |  |  |  |  |  |  |

|  |  |  |  |  |  |  |  |  |  |

|  |  |  |  |  |  |  |  |  |  |

|  |  |  |  |  |  |  |  |  |  |

|  |  |  |  |  |  |  |  |  |  |

|  |  |  |  |  |  |  |  |  |  |

|  |  |  |  |  |  |  |  |  |  |  |  |

|  |  |  |  |  |  |  |  |  |  |  |  |

|  |  |  |  |  |  |  |  |  |  |  |  |

|  |  |  |  |  |  |  |  |  |  |  |  |

|  |  |  |  |  |  |  |  |  |  |  |  |

|  |  |  |  |  |  |  |  |  |  |  |  |

|  |  |  |  |  |  |  |  |  |  |  |

|  |  |  |  |  |  |  |  |  |  |  |  |

|  |  |  |  |  |  |  |  |  |  |  |  |

|  |  |  |  |  |  |  |  |  |  |  |  |

|  |  |  |  |  |  |  |  |

|  |  |  |  |  |  |  |  |

|  |  |  |  |  |  |  |  |  |  |  |  |

|  |  |  |  |  |  |  |  |  |  |

|  |  |  |  |  |  |  |  |  |  |

|  |  |  |  |  |  |  |  |  |  |

|  |  |  |  |  |  |  |  |  |  |

|  |  |  |  |  |  |  |  |  |  |

|  |  |  |  |  |  |  |  |  |  |

|  |  |  |  |  |  |  |  |  |  |

|  |  |  |  |  |  |  |  |  |  |

|  |  |  |  |  |  |  |  |  |  |  |  |

|  |  |  |  |  |  |  |  |  |  |  |  |

|  |  |  |  |  |  |  |  |  |  |  |  |

|  |  |  |  |  |  |  |  |  |  |  |  |

|  |  |  |  |  |  |  |  |  |  |  |  |

|  |  |  |  |  |  |  |  |  |  |  |  |

|  |  |  |  |  |  |  |  |  |  |  |

|  |  |  |  |  |  |  |  |  |  |  |  |

|  |  |  |  |  |  |  |  |  |  |  |  |

|  |  |  |  |  |  |  |  |  |  |  |  |

## Xung quanh nhà ga
| Lối ra \| 나가는 곳 \| Exit \| 出口 | Lối ra \| 나가는 곳 \| Exit \| 出口 |
| ----------------------------------- | --- |
| 1                                   | Trung tâm cộng đồng Guro 5-dong Văn phòng Guro-gu / Trung tâm y tế công cộng Guro-gu Sở cảnh sát Seoul Guro Trường tiểu học Guro Tập đoàn điện lực Hàn Quốc Trạm biến áp Guro Trung tâm an toàn Guro 119 Trường trung học cơ sở Younglim Trường tiểu học Guro Trường trung học phổ thông Guro / Trường trung học Guro Singuro Xi APT / Nine Avenue Cửa hàng bách hóa NC Chi nhánh Singuro Khu vực Singuro Đại học Hàn Quốc Bệnh viện Guro |
| 2                                   | Quảng trường ga Guro Khu liên hợp mua sắm máy công cụ Guro Hướng tới Sinjeong-dong và Mok-dong Hướng Gocheok-dong Trường trung học Guhyeon |
| 3                                   | Quảng trường ga Guro Trung tâm cộng đồng Sindorim-dong Trường trung học Sindorim Trường tiểu học Sindorim Trường trung học cơ sở Sindorim Trường tiểu học Shinmirim Cửa hàng máy công cụ Guro Shindorim e-Pyeonhansaesang |

## Hình ảnh

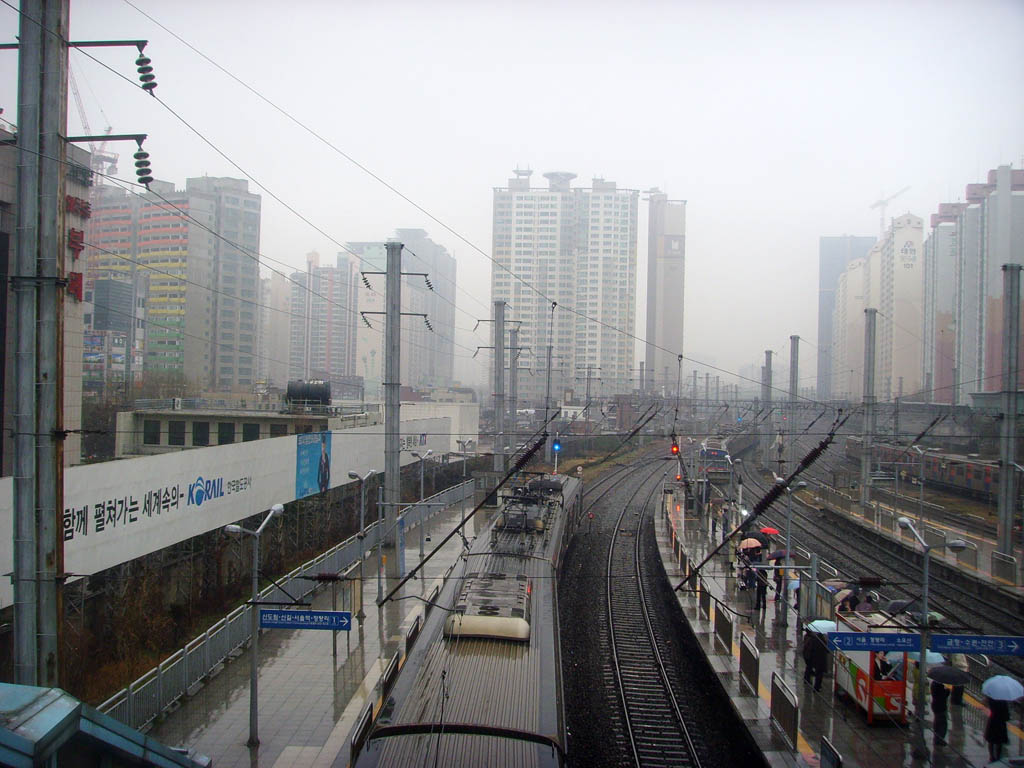
Sân ga (Trước khi thi công mái, trước khi lắp cửa chắn)
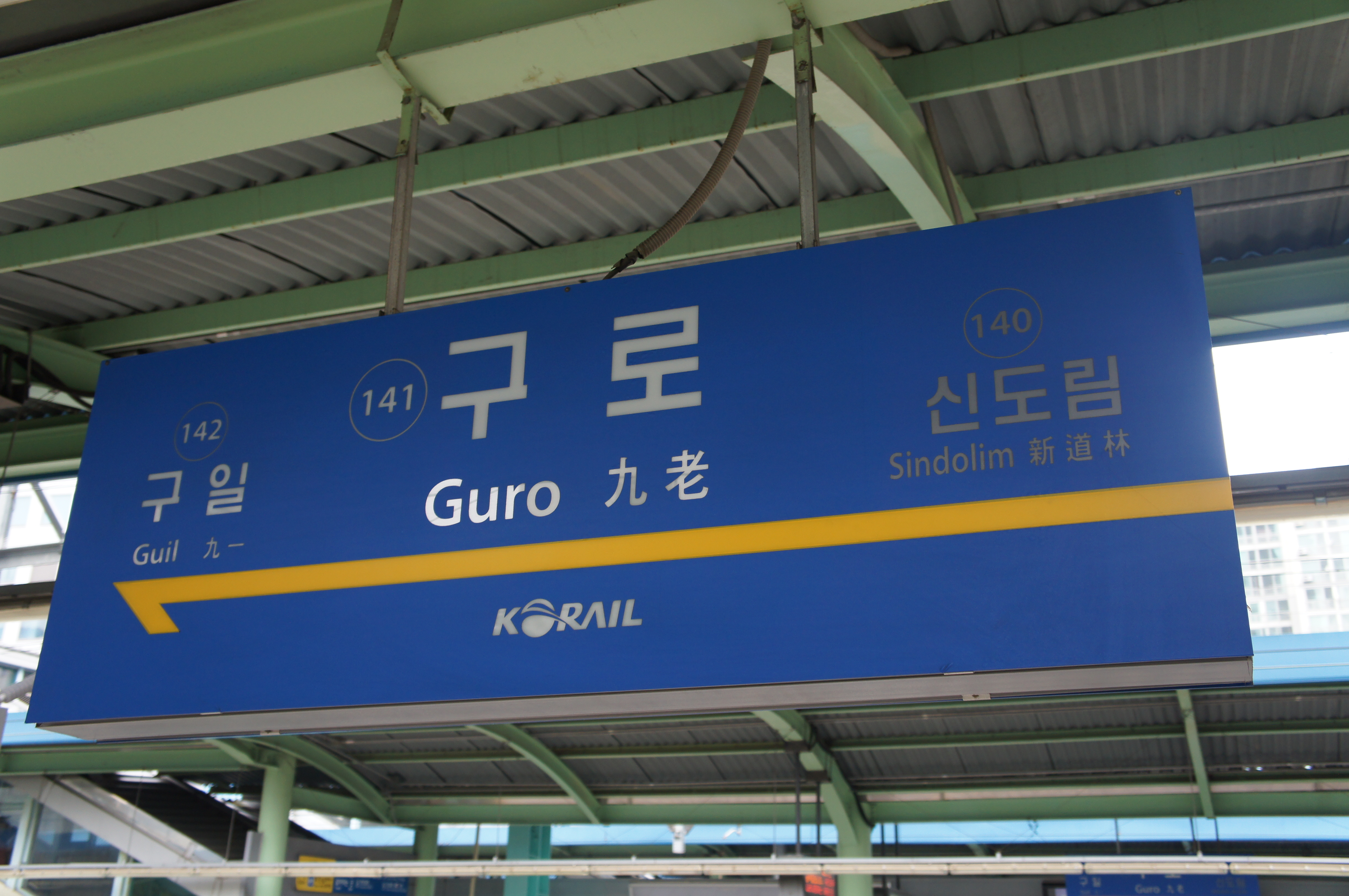
Bảng tên ga Tuyến 1 (Tuyến Gyeongin)
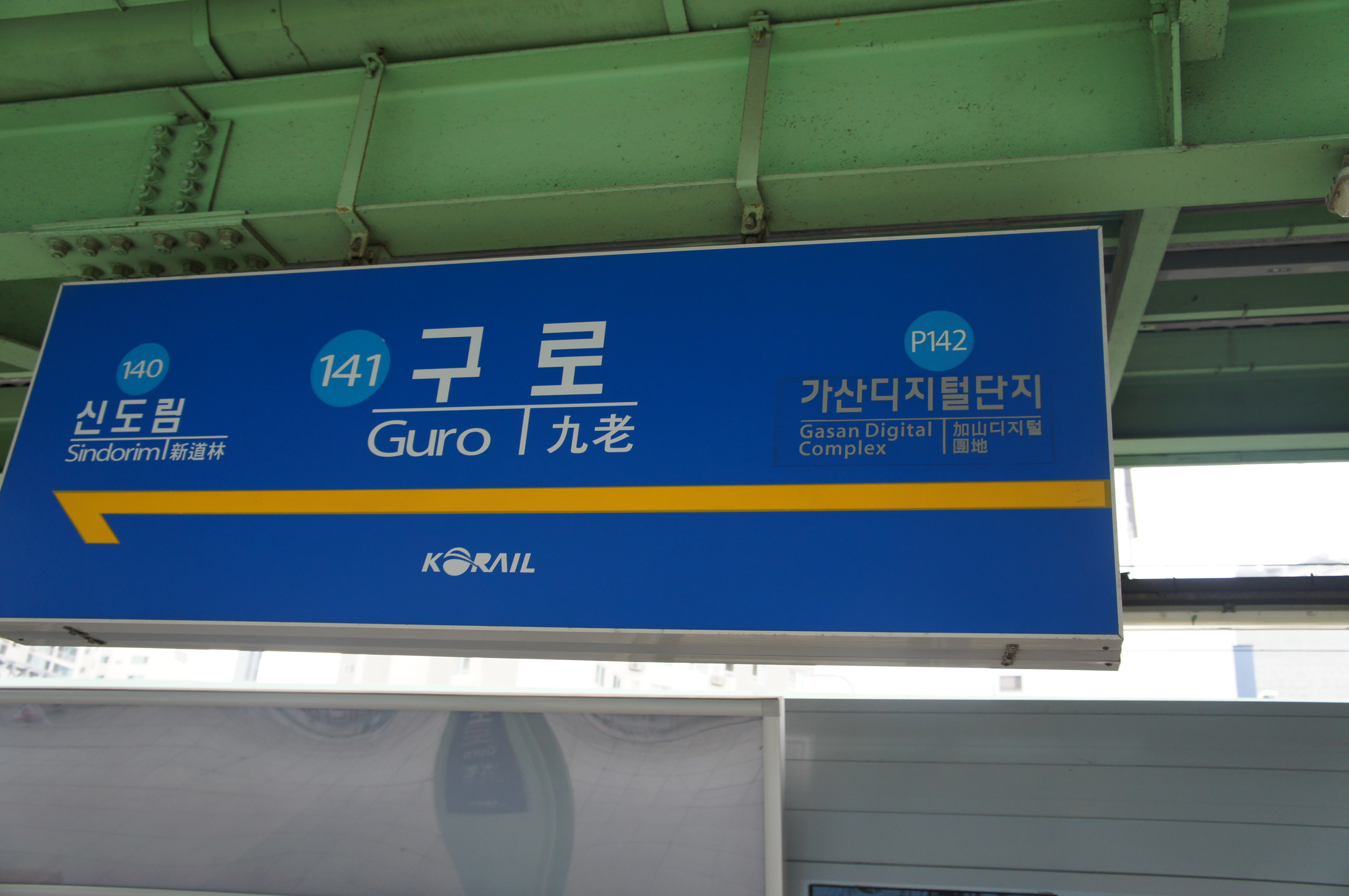
Bảng tên ga Tuyến 1 (Tuyến Gyeongbu)
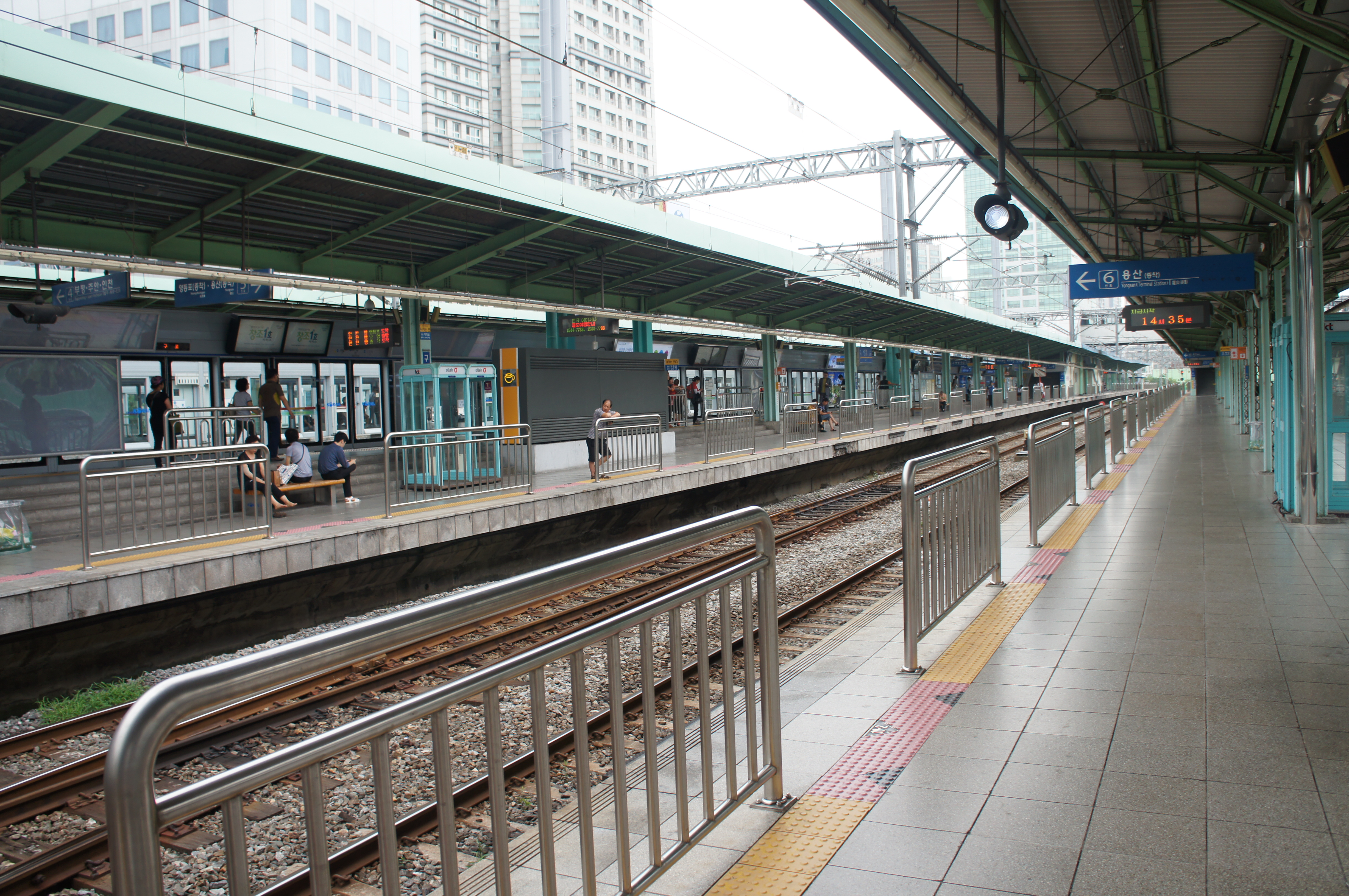
Sân ga
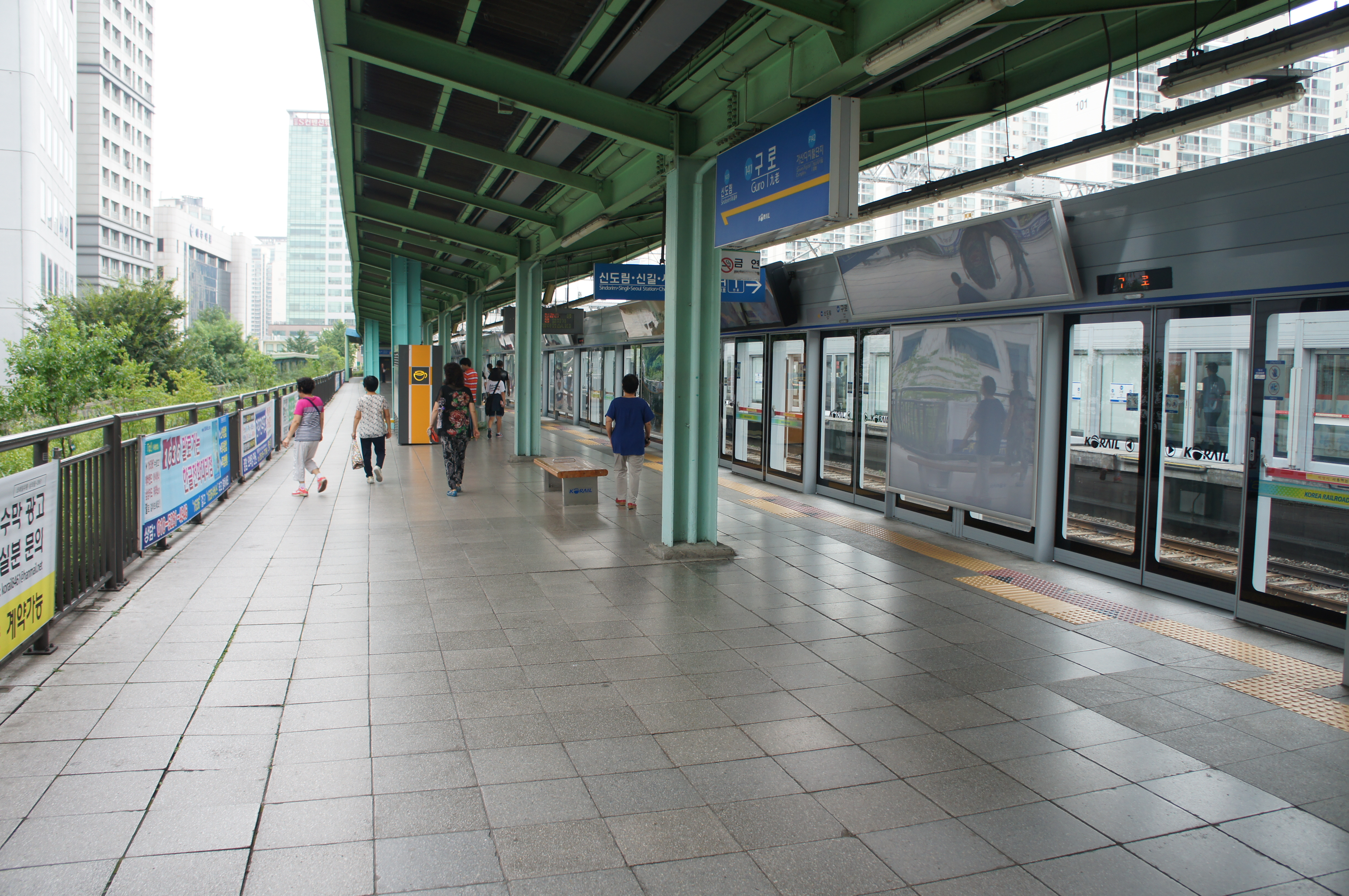
Sân ga
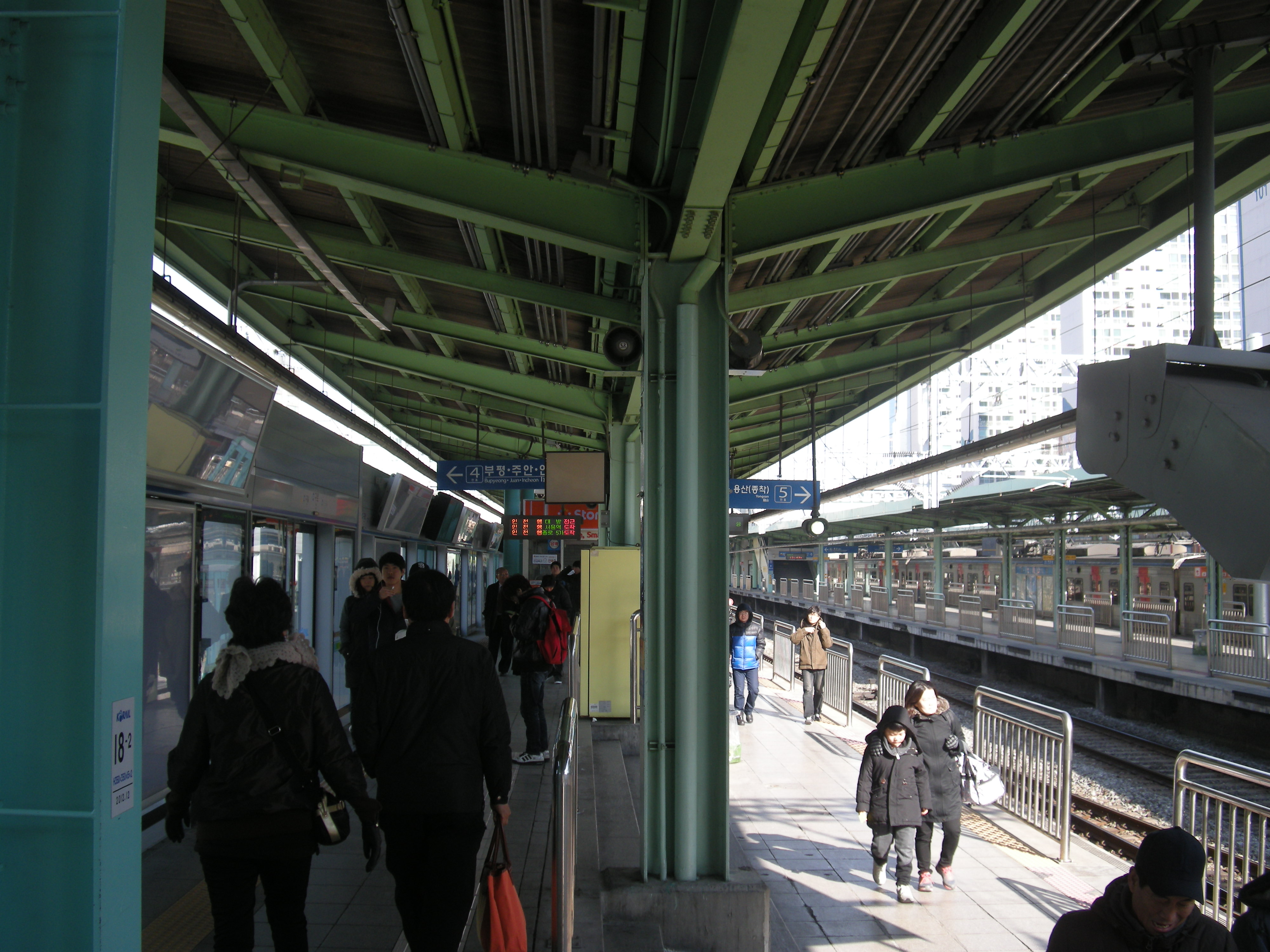
Sân ga 4 và 5 (Trước khi lắp đặt cửa chắn)
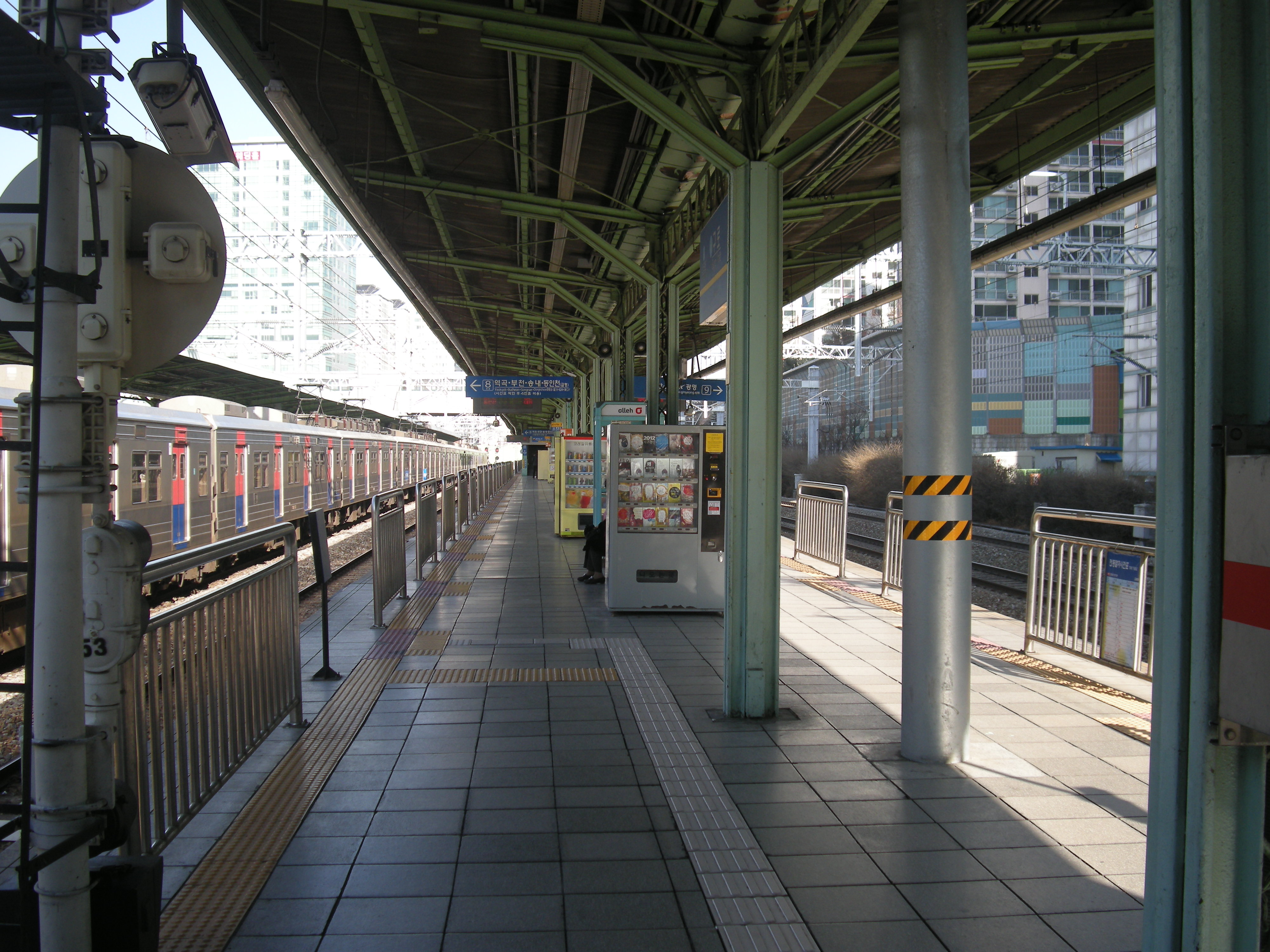
Sân ga 4 và 5 (Trước khi lắp đặt cửa chắn)
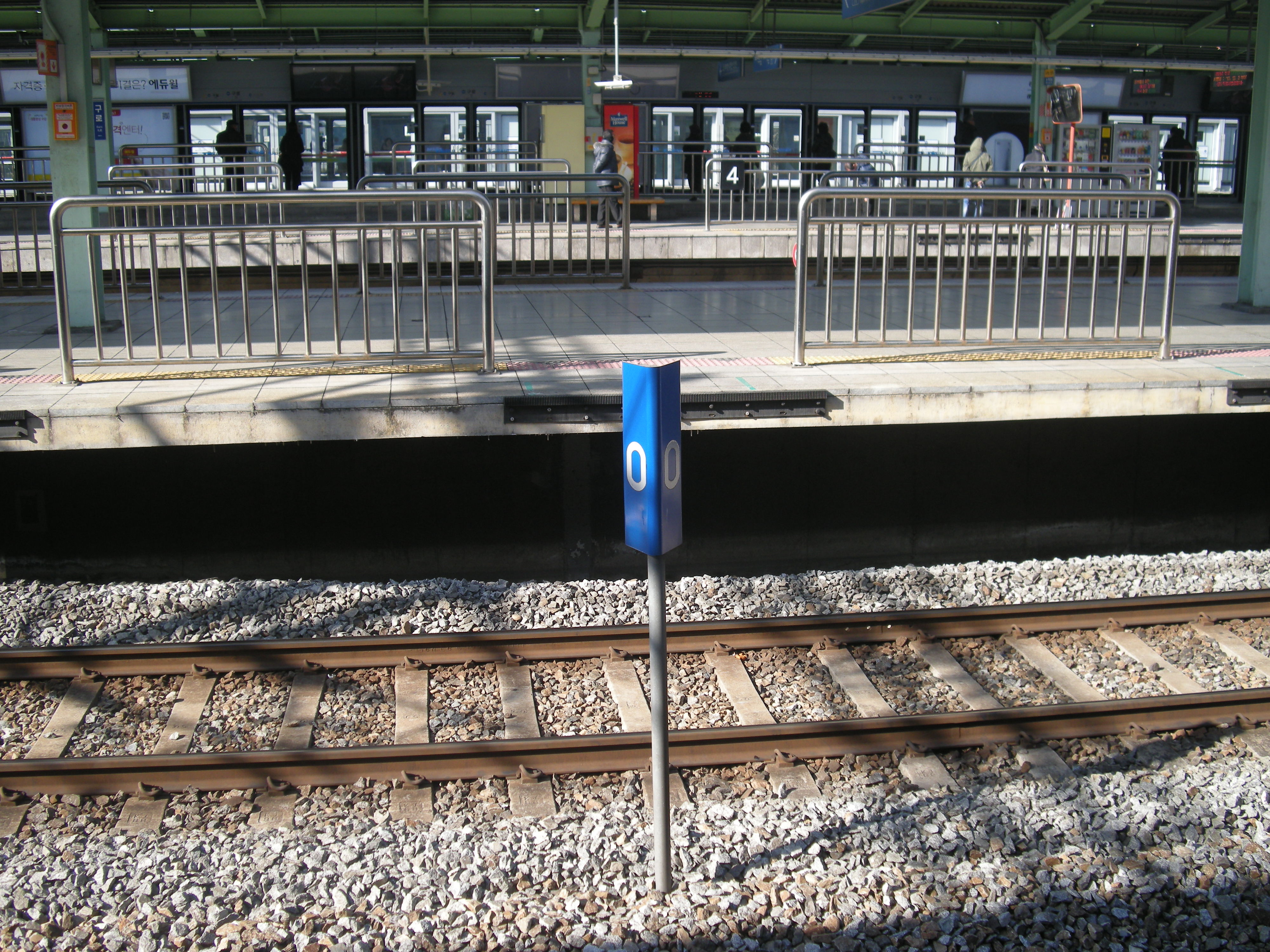
Biển báo khoảng cách 0 km điểm xuất phát tuyến Guro của Tuyến Gyeongin (chụp trước khi lắp đặt cửa chắn)